# 坦德尔
坦德尔（德语、法语、卢森堡语：Tandel）是卢森堡东部菲安登县的一个市镇和村庄，靠近卢德边界。

## 合并
坦德尔于2006年1月1日由旧市镇巴斯滕多夫（来自迪基希县）与富伦（来自菲安登县）合并而成，名称取自巴斯滕多夫下属的的同名村庄。成立坦德尔的法律于2004年12月21日获得通过。 因此，菲安登县从迪基希县获得了24.44平方公里的土地。

## 村镇
该市镇由以下村庄组成： 
| - 巴斯滕多夫: - 巴斯滕多夫 - Brandenbourg - Landscheid - 坦德尔 - Hoscheidterhof - Këppenhaff - Fischbacherhof (称地) - Froehnerhof (称地) - Ronnenbusch (称地) | - 富伦: - Bettel - 富伦 - Longsdorf - Walsdorf - Seltz - Bleesbréck (称地) - Marxberg (称地) - Schmëttenhaff (称地) |